# Гереро
Гереро (на испански: Guerrero) е един от 31-те щата на Мексико. Разположен е в южно Мексико и е кръстен на втория президент на републиката. Гереро е с население от 3 115 202 жители (2005 г., 11-и по население), а общата площ на щата е 64 281 км², което го прави 14-ия по големина щат в Мексико. Столица на щата е град Чилпансинго.

## Градове
- Апанго